# 王陶镇
王陶镇，原为王陶乡，是中华人民共和国山西省长治市沁源县下辖的一个乡镇级行政单位。2020年3月10日，撤乡设镇。

## 行政区划
王陶镇下辖以下地区：
王陶村、下壁村、任家庄村、沙坪村、百草村、松罗村、葫芦沟村、豆壁村、牛郎沟村、马凤沟村、城艾庄村、上城艾村、下城艾村、益泽沟村、义和村、阳儿凤村、王头村、黄段村、北道庄村、大峪村、花坡村、鹤溪泉村、池口村、八眼泉村、王堡庄村、金泉庄村、岭上村和土岭上村。